# Paul W.S. Anderson
Paul William Scott Anderson (Newcastle upon Tyne, 4 maart 1965) is een Brits regisseur, producent en scenarioschrijver.

## Levensloop
Anderson studeerde af aan de universiteit van Warwick en maakte als filmmaker zijn debuut in 1994 met de film Shopping als regisseur en scenarioschrijver. Anderson regisseerde ook de films Alien vs. Predator en The Three Muketeers maar is vooral bekend van de filmreeks Resident Evil met hoofdrolspeelster Milla Jovovich, met wie hij in 2009 ook is getrouwd.

## Filmografie

### Als regisseur
- 1994: Shopping
- 1995: Mortal Kombat
- 1997: Event Horizon
- 1998: Soldier
- 2000: The Sight (televisiefilm)
- 2002: Resident Evil
- 2004: Alien vs. Predator
- 2006: Drift (televisiefilm)
- 2008: Death Race
- 2010: Resident Evil: Afterlife
- 2011: The Three Musketeers
- 2012: Resident Evil: Retribution
- 2014: Pompeii
- 2016: Resident Evil: The Final Chapter
- 2020: Monster Hunter

### Als producent
- 2002: Resident Evil
- 2004: Resident Evil: Apocalypse
- 2005: The Dark
- 2006: DOA: Dead or Alive
- 2007: Resident Evil: Extinction
- 2008: Death Race
- 2009: Pandorum
- 2010: Resident Evil: Afterlife
- 2010: Death Race 2
- 2011: The Three Musketeers
- 2012: Resident Evil: Retribution
- 2013: Death Race 3: Inferno
- 2014: Pompeii
- 2016: Resident Evil: The Final Chapter
- 2018: Death Race: Beyond Anarchy
- 2020: Monster Hunter

### Als scenarioschrijver
- 1994: Chopping
- 2000: The Sight (televisiefilm)
- 2002: Resident Evil
- 2004: Alien vs. Predator
- 2004: Resident Evil: Apocalypse
- 2007: Resident Evil: Extinction
- 2008: Death Race
- 2010: Resident Evil: Afterlife
- 2010: Death Race 2
- 2012: Resident Evil: Retribution
- 2013: Death Race 3: Inferno
- 2016: Resident Evil: The Final Chapter
- 2018: Death Race: Beyond Anarchy
- 2020: Monster Hunter